# La casa a Nord-Est
La casa a Nord-Est è un romanzo di Sergio Maldini, pubblicato nel 1991. L'anno seguente, il libro ha conseguito nel 1992 il Premio Società lucchese dei Lettori, e il Premio Campiello.

## Trama
Marco Gregori è un giornalista televisivo che risiede a Roma con la moglie Martina e il figlio Giovanni. All'età di quarantasei anni però, egli entra in una crisi esistenziale che lo porta a sentirsi disgustato del lavoro e della città; decide così di costruire una casa in campagna, dove possa trascorrere il tempo che gli resta da vivere. Inizialmente pensa alla Toscana, poi, considerando troppo triste anche questa idea, si rivolge all'estremo Nord-Est della Penisola e opta per il Friuli di cui è originario, dove sono le sue radici e dove ha compiuto gli studi e trascorso la giovinezza.
Per iniziare, prende contatto con il suo migliore amico friulano, Ernesto Commessatti e gli espone i suoi desideri. Ben presto, Ernesto gli annuncia di aver trovato un rustico nella pianura, nei pressi del paese di Varmo: la proprietà appartiene a una principessa che venderà solo a qualcuno capace di entrare nelle sue simpatie. Marco è pregato di partire per conoscere bene la situazione. Arrivato in Friuli, si immerge nel chiaro paesaggio uniforme, che suscita tanti ricordi di vita e di letteratura, ponendosi tra il mare e i monti. Qui, tra le strade diritte, i campi di mais a perdita d'occhio, i corsi d'acqua in cui fare il bagno, Marco è certo che sarà felice e trepida nell'attesa della sistemazione.
La principessa Sabot-Magnelli è una donna assai piacente. Dopo vari incontri, acconsente a cedere a Marco una casa con una barchessa laterale, terreno anteriore e posteriore. Secondo una leggenda, nel 1797, quando Napoleone era stanziato a Villa Manin a Passariano, ebbe una relazione con una misteriosa giovane friulana che si consumò in uno dei tanti rustici della zona, e quest'aura di leggenda circonda più che mai la casa cui aspira Marco.
Molti progetti affollano la mente di Marco, ma prima deve parlare con i familiari, sin qui tenuti all'oscuro di ogni cosa. Tornato a Roma, espone tutta la storia alla moglie e al figlio, i quali prendono tutto con naturalezza. Sentendosi (ed essendo) entrambi romani, non possono condividere l'entusiasmo di Marco, che in tal modo può agire a suo piacere. E i lavori si avviano seguiti da Melita Schuster, che Marco ha assunto come architetto, e a Ernesto. Solo di tanto in tanto Marco raggiunge il Friuli e coltiva i contatti con la società locale.
Quando la casa è pronta, Marco va a passarci da solo le vacanze. La moglie è stata a vedere la casa, poi si è incaricata di trovare mobilio ed altre supellettili nei negozi di antiquariato a Roma. Anche il figlio fa una breve visita. Ma sono tante altre le persone che arrivano dal circondario, introdotte da Ernesto, Maria Luisa Sabot-Magnelli e Melita. Nasce l'idea di adibire la barchessa a sala riunioni e di formare un gruppo teatrale. Sin dall'inizio, Marco ha conosciuto una donna, Antonia Bellavitis, proprietaria di un mulino a qualche chilometro di distanza. Tra i due nasce un amore tanto sincero quanto complesso, fatto di pochi abbandoni e molto attendere.
Frattanto si realizza il progetto teatrale, suddiviso in due parti: nella prima ci sarà una recita in friulano, nella seconda, alcune persone si racconteranno e leggeranno poesia. Il progetto è rivolto a tutti i ceti e, quando giunge la serata della rappresentazione, la folla è tanto grande da non trovare posto a sedere per tutti. Dopo la recita in vernacolo, quando cominciano con le confessioni, Antonia al suo turno lancia un chiarissimo messaggio d'amore a Marco, prevenendolo, perché anch'egli ha lo stesso scopo. Ma sempre questo amore gli sfugge, fino al giorno in cui Antonia gli fa sapere che si deve allontanare per tre anni.
E Marco aspetta. I viaggi alla casa sono sempre più strani, sembrano persino onirici. Allo scadere dei tre anni, Marco riceve una lunga lettera dall'amico Ernesto, il quale gli espone certe sue ricerche. La relazione tra Napoleone e la bella friulana si è compiuta proprio nella casa che ora Marco possiede. Dalla passione del giovane generale corso è nata una discendenza che arriva fino alla madre di Antonia e quindi a lei. Ma Antonia, separata dal marito e legalmente figlia di un padre, è in realtà figlia di altro uomo con cui ha trascorso i tre anni della separazione, da figlia. E Antonia sta per tornare.
Così Marco si mette ancora una volta in auto per raggiungere il suo Friuli. Per strada si ferma spesso e tenta di telefonare ad Antonia, ma non riesce a comporre il numero per intero. Più volte, a Bologna, a Este, a Padova, spera di aver superato il blocco interiore e riprova a formulare il numero: l'ultima volta non va oltre lo zero. Arrivato in vista dei favolosi campi di mais, del cielo chiaro e della leggera bruma che tanto ama, Marco si ferma, apre la portiera dell'auto e si pone ad aspettare la morte, augurandosi che arrivi presto.

## Edizioni
- Sergio Maldini, La casa a Nord-Est, Venezia, Marsilio, 1991.